# Zenbē Mizoguchi
Zenbē Mizoguchi (溝口 善兵衛, Mizoguchi Zenbē) est un homme politique japonais, né le 20 janvier 1946 à Masuda et mort le 20 août 2024.
Il est élu au poste de gouverneur de la préfecture de Shimane en 2007.